# Bang Soo-ki
Đây là một tên người Triều Tiên, họ là Bang.
Bang Soo-ki (Hangul: 정예린, Hanja: 鄭睿隣, Hán-Việt: Băng Tú Kỉ, sinh ngày 23 tháng 9 năm 1996) là nữ ca sĩ thần tượng, MC diễn viên người Hàn Quốc và là cựu thành viên ABOY.

## Tiểu sử
Anh sinh ngày 23 tháng 9 năm 1996 ở Gyeyang, Incheon, Hàn Quốc. Anh tốt nghiệp trường Trung học SOPA (Seoul of Performance Art) vào ngày 14 tháng 2 năm 2015.

## Sự nghiệp

### 2011-2016: Thành viên ABOY
Tháng 7 năm 2011, anh ra mắt với tư cách là thành viên ABOY. Đến tháng 2 năm 2016, do hết hạn hợp đồng với công ty quản lí anh cùng với Kim Eun-yoo rời nhóm.

### 2016-nay: Tập cung diễn xuất
Anh kí hợp đồng với Fantagio Music vào tháng 5 năm 2016 và ra mắt với vai trò là một diễn viên.

## Danh sách video

### Góp mặt trong cácvideo âm nhạc
| Năm  | Video                    | Thành viên | Nghệ sĩ                                   |
| ---- | ------------------------ | ---------- | ----------------------------------------- |
| 2015 | "M&D_하고 싶어 (I Wish)" | Yerin      | Kim Heechul (김희철), Kim Jungmo (김정모) |

## Truyền hình

### Chương trình truyền hình
| Năm  | Tên                                                  | Kênh truyền hình |
| ---- | ---------------------------------------------------- | ---------------- |
| 2011 | 9th Idol Star Athletics Championships                | MBC              |
| 2011 | Running man                                          | SBS              |
| 2011 | 비밀병기 그녀 (Her Secret Weapon)                    | MBC every1       |
| 2011 | King Of Masked Singer                                | MBC              |
| 2011 | Gag Concert                                          | KBS2             |
| 2011 | Weekly Idol                                          | MBC every1       |
| 2012 | The Show (5th season)                                | SBS MTV          |
| 2012 | Let's Go! Dream Team Season 2                        | KBS2             |
| 2012 | My Little Television                                 | MBC, Daum tvPot  |
| 2012 | 동상이몽, 괜찮아 괜찮아 (Same Bed, Different Dreams) | SBS              |
| 2013 | Star King                                            | SBS              |
| 2013 | People Of Full Capacity                              | MBC              |
| 2013 | Duet Song Festival                                   | MBC              |
| 2013 | Happy Together 3                                     | KBS2             |
| 2013 | 헬로 프렌즈 – 친구추가 (Hello Friends)               | KBS2             |
| 2013 | 웃찾사 (People Looking For Laughter)                 | SBS              |
| 2014 | Immortal Song 2                                      | KBS2             |
| 2014 | SHOWTIME MAMAMOO X GFriend                           | MBC every1       |